# Bigga (Schiff)
Die Bigga ist eine Fähre des Shetland Islands Council.

## Geschichte
Die Fähre wurde unter der Baunummer 1043 auf der Werft James N. Miller & Sons in St Monans gebaut. Die Kiellegung fand am 6. Juli, der Stapellauf am 5. November 1990 statt. Das Schiff wurde im April 1991 abgeliefert.
Das Schiff wird vom Shetland Islands Council im Fährdienst der Shetlandinseln eingesetzt. Es war das letzte von vier ähnlichen Fähren (Hendra, Fivla, Geira und Bigga), die zwischen 1982 und 1991 in Dienst gestellt wurden. Alle vier Fähren wurden auf unterschiedlichen Werften gebaut.

## Technische Daten und Ausstattung
Das Schiff wird von zwei Dieselmotoren angetrieben, die über Untersetzungsgetriebe auf zwei Verstellpropeller wirken. Abgeliefert wurde das Schiff mit zwei Achtzylinder-Dieselmotoren des Herstellers Kelvin Diesels (Typ: TASC8) mit jeweils 364 kW Leistung. Im Jahr 2014 wurde das Schiff neu motorisiert. Die bisherigen Motoren wurden durch zwei Dieselmotoren des Herstellers Mitsubishi (Typ: S6R2-T2MPTK) mit jeweils 640 kW Leistung ersetzt. Das Schiff ist mit einem Bugstrahlruder ausgestattet. Dessen Antriebsmotor wurde 2011 ersetzt.
Die Fähre verfügt über ein durchlaufendes Fahrzeugdeck. Auf dem Fahrzeugdeck stehen drei Fahrspuren zur Verfügung, auf denen 14 Pkw Platz finden. Die Fähre ist die einzige der vier seit 1982 vom Shetland Island Council in Dienst gestellten Fähren mit drei Fahrspuren. Das Fahrzeugdeck ist über eine Bug- und eine Heckrampe zugänglich. Am Bug des Schiffes befindet sich ein nach oben aufklappbares Bugvisier. Das Fahrzeugdeck ist im vorderen Bereich mit dem Brückendeck überbaut, auf dem sich das Steuerhaus und zwei offene Nocken befinden. Die Durchfahrtshöhe unter dem Brückendeck beträgt 4,5 Meter. Die Aufenthaltsräume für die Passagiere befinden sich unter dem Fahrzeugdeck.